# ماري آن كيسي
ماري آن كيسي (بالإنجليزية: Mary Ann Casey)‏ هي دبلوماسية أمريكية، ولدت في 11 نوفمبر 1949 في بولدر في الولايات المتحدة.

## وصلات خارجية
- ماري آن كيسي على موقع إن إن دي بي (الإنجليزية)